# Glynor Plet
Glynor Plet (ur. 30 stycznia 1987 w Amsterdamie) – holenderski piłkarz grający na pozycji napastnika. Od 2015 jest piłkarzem Maccabi Hajfa.

## Kariera klubowa

### Heracles Almelo
27 maja 2010 roku podpisał trzyletni kontrakt z opcją przedłużenia o kolejny rok z Heraclesem Almelo. Rozegrał 73 ligowe mecze w barwach Heraclesu i trafił 39 bramek.
W swoim debiucie w Eredivisie, przeciwko Willem II trafił dwie bramki.

### FC Twente
31 stycznia 2012 roku podpisał kontrakt z FC Twente.